# Lanterna de Gênova
A Lanterna de Gênova é o principal farol do porto de Gênova na Itália. Com o tempo o farol tornou-se o símbolo da cidade e é uma das mais antigas estruturas do gênero ainda em atividade.